# Ierland op het Eurovisiesongfestival 1975
Ierland nam deel aan het Eurovisiesongfestival 1975 in Stockholm, Zweden.
Het was de 11de deelname van Ierland aan het festival. 

## Selectieprocedure
De Ierse Nationale finale werd gehouden op 9 Februari 1975 en werd uitgezonden door de RTÉ  het vond plaats in  Dublin en gepresenteerd door Mike Murphy. Het lied werd gekozen door 10 regionale jury's.

### Nationale finale
| Draw | Song                          | Points | Place |
| ---- | ----------------------------- | ------ | ----- |
| 1    | "This Is Our Very Own Song"   | 10     | 4     |
| 2    | "Butterfly Morning"           | 1      | 8     |
| 3    | "Bláithín" ("Florence")       | 3      | 6=    |
| 4    | "Lady In Blue"                | 6      | 5     |
| 5    | "Come and Keep Me Warm"       | 19     | 3     |
| 6    | "That's What Friends Are For" | 36     | 1     |
| 7    | "Baberó Dederó"               | 3      | 6=    |
| 8    | "Goodbye to Goodbye"          | 22     | 2     |

## In Stockholm
In Stockholm moest Ierland aantreden als 2de net na Nederland en voor Frankrijk.
Op het einde van de puntentelling bleek dat The Swarbiggs op een 9de plaats waren geëindigd met een totaal van 68 punten, waarvan 1 keer het maximum van de punten.

### Gekregen punten

#### Finale
| 12 punten | 10 punten                               | 8 punten | 7 punten      | 6 punten                                      |
| --------- | --------------------------------------- | -------- | ------------- | --------------------------------------------- |
| - België  | - Zweden                                |          | - Zwitserland | - Nederland - Frankrijk - Verenigd Koninkrijk |
| 5 punten  | 4 punten                                | 3 punten | 2 punten      | 1 punt                                        |
|           | - Noorwegen - Malta - Portugal - Italië | - Spanje |               | - Joegoslavië - Finland                       |

### Punten gegeven door Ierland

#### Finale
Punten gegeven in de finale:
| 12 punten | Frankrijk           |
| 10 punten | Luxemburg           |
| 8 punten  | Nederland           |
| 7 punten  | Spanje              |
| 6 punten  | Italië              |
| 5 punten  | Finland             |
| 4 punten  | Joegoslavië         |
| 3 punten  | Verenigd Koninkrijk |
| 2 punten  | Zwitserland         |
| 1 punt    | Israël              |

1965 · 1966 · 1967 · 1968 · 1969 · 1970 · 1971 · 1972 · 1973 · 1974 · 1975 · 1976 · 1977 · 1978 · 1979 · 1980 · 1981 · 1982 · 1983 · 1984 · 1985 · 1986 · 1987 · 1988 · 1989 · 1990 · 1991 · 1992 · 1993 · 1994 · 1995 · 1996 · 1997 · 1998 · 1999 · 2000 · 2001 · 2002 · 2003 · 2004 · 2005 · 2006 · 2007 · 2008 · 2009 · 2010 · 2011 · 2012 · 2013 · 2014 · 2015 · 2016 · 2017 · 2018 · 2019 · 2020 · 2021 · 2022 · 2023 · 2024 · 2025